# Joël Bettin
Joël Bettin (* 14. Dezember 1966 in Melun) ist ein ehemaliger französischer Kanute.

## Karriere
Joël Bettin nahm an den Olympischen Spielen 1988 in Seoul im Zweier-Canadier mit Philippe Renaud auf der 500-Meter-Strecke teil. Sowohl in den Vorläufen als auch den Halbfinalläufen belegten die beiden Franzosen jeweils den zweiten Platz und qualifizierten sich so für das Finale. Dieses beendeten sie mit einer Rennzeit von 1:43,81 Minuten hinter den siegreichen Sowjet-Kanuten Victor Reneischi und Nicolae Juravschi sowie Marek Dopierała und Marek Łbik aus Polen auf dem zweiten Platz und gewannen damit die Bronzemedaille.
Ein Jahr darauf gewann Bettin bei den Weltmeisterschaften in Plowdiw auf der 500-Meter-Distanz sowohl im Zweier-Canadier als auch im Vierer-Canadier zwei weitere Bronzemedaillen. 1991 wurde er in Paris mit dem Vierer-Canadier Vizeweltmeister.